# Charl McLeod
Charl McLeod (Johannesburgo, 5 de agosto de 1983) es un jugador sudafricano de rugby que se desempeña como medio scrum.

## Carrera
Debutó con Western Province en 2005, jugó tres temporadas a un gran nivel y fue contratado por los Sharks en 2008. Jugó con ellos el Super Rugby por las siguientes siete temporadas y la Currie Cup con los Natal Sharks.

### En Francia
En julio de 2014 abandonó Sudáfrica al ser contratado por el Football Club de Grenoble Rugby por tres temporadas. Al finalizar su contrato con Grenoble en julio de 2017, firmó con el Stade Français Paris, su club actual.

## Selección nacional
Fue convocado a los Springboks por primera y única vez hasta ahora, en julio de 2011 para enfrentar a los All Blacks por una fecha del Torneo de las Tres Naciones 2011 y no marcó puntos.

## Palmarés
- Campeón de la Currie Cup de 2008, 2010, 2013.